# Tobey (chanson)
Pour les articles homonymes, voir Tobey.
Singles de Eminem
Houdini
(2024) Somebody Save Me
(2024)
Tobey est une chanson du rappeur Eminem et sortie en 2024. C'est le 2e single extrait de l'album studio The Death of Slim Shady (Coup de Grâce). Il s'agit d'une collaboration avec les rappeurs Big Sean et BabyTron.

## Historique
Tobey réunit trois rappeurs originaires du Michigan : Eminem, Big Sean et BabyTron.
Le titre est dévoilé le 2 juillet 2024. Il est produit par Eminem, Cole Bennett, Car!ton, Daniyel, Marvy Ayy et John Nocito.
Tobey est la 4e collaboration entre Eminem et Big Sean, après Detroit vs. Everybody, No Favors et Friday Night Cypher. Après la sortie du clip, Cole Bennett révèle sur Instagram qu'il a commencé à développer le titre avec BabyTron avant Big Sean puis  Eminem rejoignent le projet.
Le 28 juin 2024, Eminem poste une courte bande-annonce du clip Tobey sur ses réseaux sociaux où il se trouve « avec un masque rappelant Jason Voorhees » aux côtés de Big Sean et BabyTron annoncant la sortie du single le 2 juillet et que le clip, réalisé par Cole Bennett, sera dévoilée trois jours plus tard,. Dans le teaser, on entend BabyTron rapper « Tobey Maguire got bit by a spider, but see, me, it was a goat » (« Tobey Maguire s'est fait mordre par une araignée, mais tu vois, moi, c'était une chèvre » - goat faisant allusion en anglais au Greatest of All Time). La sortie du clip sera finalement retardée de trois jours car non finalisée.

## Pochette et composition
La pochette du single est une illustration dans un style comics montrant les trois artistes se pointant chacun du doigt. Il s'agit d'une référence à un image célèbre de trois Spider-Men devenue un mème Internet et derivée d'un épisode de la série d'animation L'Araignée des années 1960. Le titre de la chanson fait par ailleurs référence à l'acteur Tobey Maguire qui incarne Spider-Man dans plusieurs longs métrages Spider-Man. Eminem avait déjà évoqué l'homme-araignée dans Rap God et These Demons, alors que BabyTron en parle dans Spidey Senses.
Sur un rythme comprenant des cloches et un riff de guitare hard rock, BabyTron utilise son hook pour également faire référence à la Princesse Leia disant à Obi-Wan Kenobi qu'il était son seul espoir dans le film Star Wars (1977) ainsi qu'un clin d’œil au film d'animation Le Géant de fer (1999). Big Sean fait également référence à Yoda et au cinéaste Wes Craven,. Par ailleurs, Eminem critique par ailleurs sa 5e place dans le classement des 50 plus grands rappeurs de tous les temps selon Billboard et Vibe ainsi que les commentaires de Melle Mel sur sa place si haut dans ce même classement.

## Clip
Le clip de Tobey est réalisé par Cole Bennett (en), qui avait déjà travaillé avec Eminem pour les clips de Godzilla, Gnat et Doomsday Pt. 2. Il est dévoilé le 8 juillet 2024.

## Accueil
Tom Breihan du site Stereogum, qui avait auparavant critiqué négativement le précédent single Houdini, est plus possitif à l'égard de Tobey et le décrit comme « du rap pour le rap, sans blagues énervées ni cadences forcées et précipitées ». Il a également estimé que le concept central de la chanson était « un peu maladroit », mais a estimé que cela fonctionnait. Anthony Fantano apprécie lui aussi le morceau, notamment le concept et les paroles, mais critique l'instrumentale.